# 最終戦艦withラブリーガールズ
『最終戦艦withラブリーガールズ』（さいしゅうせんかん ウィズ ラブリーガールズ）は、中華人民共和国の金角網絡科技有限公司 (Jinjiao Network Technology) が開発し、韓国のGamepubが2017年にリリースしたiOS/Android用のゲームアプリ。
日本における公式の略称は「最ラブ」。中国大陸での主な略称は舰J（艦J）、舰L（艦L）。ジャンルは「3D美少女戦艦戦略シミュレーション」とされている。

## 概要
2010年代半ばから日本での『艦隊これくしょん -艦これ-』のヒットを受けて中華圏で数多く作成されている艦船擬人化をテーマとするゲーム（いわゆる「『艦これ』フォロワー」）の1作とされ、ゲーム内の演出面では擬人化された艦船の海上移動や艦載機の出撃アクションなどにアニメ版『艦これ』の影響がみられる。
本作が同ジャンルの他作品と差別化を図っているポイントとしては、全キャラクターが3Dグラフィックで描かれていることや、艦船が常に擬人化された状態ではなく戦闘時はモデルとなった艦船の形へ変化して攻撃スキルの使用時に擬人化形態となることが挙げられる。また、恋愛シミュレーションの要素を強く打ち出しており、艦船たちの拠点となる基地では提督（プレイヤー）とのデートイベントが用意されている。
登場する艦船は第二次世界大戦期のものを中心として約70種類だが、中にはゲームがリリースされた時点で建造中の艦船やモデルが存在していないゲームオリジナルの艦船もある。擬人化されたキャラクターの総称は艦隊字中文（中国大陸およびシンガポール・マレーシア）版では「舰姬」、英語版が"Warship Hime"だが、日本版と韓国版では単に「少女」と呼ばれている。また、繁体字中文版では「人形戰艦」と言う独自の呼称を採用している。

### リリース
2018年10月現在はGamepubが韓国版と日本版、上海緑岸網絡科技有限公司（Shanghai Greenshore Network Technology Co.,ltd.）が中国大陸の簡体字中文版、科衆智能科技有限公司（Lunplay）が台湾・香港・マカオ（台港澳）の繁体字中文版、YAHgame Entertainmentが東南アジア版および英語版をそれぞれ運営しているが、ゲームのタイトルは配信地域によって以下のように大きく異なっている。
中華圏ではいわゆる「日系ゲーム」であることを強調する触れ込みがニュースサイトなどで見られ、繁体字中文版の公式サイト（→#外部リンク）でも日本語が多用されている。
| 配信国・地域             | 言語             | タイトル                                      |
| ------------------------ | ---------------- | --------------------------------------------- |
| 韓国                     | 朝鮮語           | 소녀함대（少女艦隊） Girls Fleet              |
| 中国大陸                 | 中国語（簡体字） | 舰姬 Warship-HIME                             |
| 日本                     | 日本語           | 最終戦艦withラブリーガールズ                  |
| 台湾・香港・マカオ       | 中国語（繁体字） | 請命令! 提督SAMA（ご命令を！ 提督さま）       |
| シンガポール・マレーシア | 中国語（簡体字） | 少女航线                                      |
| タイ                     | タイ語           | AZURE FANTASY ตำนานเรือรบสาว（伝説の少女戦艦） |
| 英語圏                   | 英語             | LANE GIRLS                                    |

韓国では、ガールズグループのLOVELYZがテレビCMなどのイメージキャラクターに起用されている。リリース当日のApp Store無料ゲームランキングでは第2位を記録しており、Google Playでは100万ダウンロードを突破した。
日本では、Android版がAppApe調査の2017年9月度月刊ダウンロード数ランキングで第23位を記録している。
タイ版は2018年10月31日、シンガポール・マレーシア版は同年11月30日、韓国版は2019年3月15日、日本版は3月28日、英語版は7月6日、中国大陸版は12月31日を以てそれぞれ終了。最後に残った繁体字版は翌2020年10月31日を以てサービスを終了した。

## 世界観
過去の大戦で海底に沈んだ艦船と融合した未知の生命体「アビス」の急襲により、人類は地球上の総人口の過半数を失う危機的状況に見舞われた。世界各国の科学者が「アビス」への対抗手段確立のために研究を進めた結果、艦船への変形能力に適合した遺伝子の存在が解明される。
こうして、「アビス」の脅威から人類を救うべく世界各国から集められた「適合者」である少女たちの戦いが始まるのであった。

## ゲームシステム
敵艦船との戦闘パートと艦船の強化や編成を行う基地パート、恋愛パートに大きく分かれる。
艦船を入手する手段は戦闘後のドロップか任務・イベント達成の報酬、基地でガチャを回すなどの方法がある。ガチャは中華圏のソーシャルゲームで広く見られる「かけら」収集型で、出て来た「かけら」を所定の個数だけ集めると艦船が完成して使用可能になる。

### 戦闘
戦闘はホーム画面の「出撃」を選択することにより、行われる。艦隊は戦闘開始前に3×3で隊列を編成し、左3マスが前列（駆逐艦、巡洋艦）・中央と右の6マスが後列（空母、戦艦、潜水艦）用となっている。パートは画面右側が自陣営、左側が敵陣営に分かれて展開され、敵艦へダメージを与えることにより蓄積されるスキルゲージがMAXになると、艦船ごとのスキルを発動できる。
ストーリーモードの各パートはマップ式ではなく、順番に総当たりで敵艦隊を掃討して行きボスを倒すとシナリオクリアとなるが、一度クリア（全ての攻略条件を達成）したシナリオは「掃討券」を使用することでドロップアイテムを回収することが可能。

### 基地
戦闘で得られた経験値やスキル強化ポイントを使用して、艦船のレベルアップやスキルの習得、艦隊の編成を行う。

### 恋愛
艦船にプレゼントを送ったりデートをすることで好感度を上げると、全体の能力が上昇する。特定の艦船の好感度を上げることが開放条件とされるストーリーパートもある。

## 登場艦船・キャスト
日本版と中文（簡体字・繁体字共通）・英語版ではいずれも日本の声優による日本語の音声が収録されているが、キャストは日本版と中泰英版で異なっている。韓国版では現地の声優による朝鮮語の音声が収録されており、中国大陸版では日本語音声と中国語（普通話）音声の切り替えが可能（いずれも下記のリストからは割愛）。
中国大陸版ではリリース当初、政府当局の規制により日本の艦船は「大和→樱」「瑞鶴→朱雀」のように変名が用いられていたが、2018年4月に追加された大鳳からは実名が使用されるようになった。その他のバージョンでは、こうした規制は行われていない。
繁体字中文版のみ登場している扶桑は『Battleship Girl -鋼鉄少女-』などの作品で知られる漫画家のZECOがキャラクターデザインを行っている。
- ※は日本版に登場しなかった艦船。
- 背景が赤い艦船は期間限定のコラボレーションで登場した[13]。

| 艦籍     | 艦種   | 艦名                    | 日本版声優      | 中文・英語版声優 | 備考     |
| -------- | ------ | ----------------------- | --------------- | ---------------- | -------- |
| 日本     | 戦艦   | 長門                    | まじかる☆あやか | 折原優衣         | 新兵部隊 |
| 日本     | 戦艦   | 扶桑※                   | －              | Saori            |          |
| 日本     | 戦艦   | 武蔵                    | 小清水亜美      | 朝樹りさ         |          |
| 日本     | 戦艦   | 大和                    | 加隈亜衣        | 今井麻美         |          |
| 日本     | 空母   | 赤城                    | 丸谷彩子        | 蛍翔             | 新兵部隊 |
| 日本     | 空母   | 瑞鶴                    | 芦原優愛        | 広瀬小夜         |          |
| 日本     | 空母   | 大鳳                    | 富田あいみ      | 香坂まゆ         |          |
| 日本     | 巡洋艦 | 高雄                    | 大丸美鈴        | 小林紗矢香       | 新兵部隊 |
| 日本     | 巡洋艦 | 最上                    | 上坂すみれ      | 朝樹りさ         |          |
| 日本     | 駆逐艦 | 吹雪                    | 近藤佳奈子      | 水瀬いのり       |          |
| 日本     | 駆逐艦 | 夕立                    | 齋藤あさか      | 大倉菜花         |          |
| 日本     | 駆逐艦 | 雪風                    | 高橋里奈        | 広瀬小夜         |          |
| 日本     | 潜水艦 | 伊401                   | 白石あんな      | 小島愛衣         | 新兵部隊 |
| 日本     | 潜水艦 | ろ500                   | 優月心菜        | 奥野友美         |          |
| アメリカ | 戦艦   | ミズーリ                | 渕上舞          | 内田彩           |          |
| アメリカ | 戦艦   | ワシントン              | 川上千尋        | 広瀬小夜         |          |
| アメリカ | 空母   | エセックス              | 中野亜美        | 杉宮加奈         |          |
| アメリカ | 空母   | エンタープライズ        | 加隈亜衣        | 岡村明美         |          |
| アメリカ | 空母   | レキシントン            | 佐内瑠奈        | 岩村琴美         |          |
| アメリカ | 空母   | サラトガ                | 出口美佳        | 朝樹りさ         |          |
| アメリカ | 巡洋艦 | オーガスタ              | 藍谷早咲        | 小島愛衣         |          |
| アメリカ | 巡洋艦 | ヘレナ                  | 馬越彩夏        | 奥野友美         |          |
| アメリカ | 駆逐艦 | ウィリアム・D・ポーター | 小倉唯          | 加隈亜衣         |          |
| アメリカ | 駆逐艦 | ファラガット            | 小倉唯          | 蛍翔             |          |
| アメリカ | 駆逐艦 | フレッチャー            | 高橋綾          | 藤崎真白         |          |
| アメリカ | 潜水艦 | アーチャーフィッシュ    | 小倉唯          | 五十嵐裕美       |          |
| アメリカ | 潜水艦 | アルバコア              | 室井咲希子      | 広瀬小夜         |          |
| アメリカ | 潜水艦 | シルバーサイズ          | 最上みゆう      | 真鍋美紀         |          |
| イギリス | 戦艦   | キング・ジョージ5世     | 池上千尋        | 大倉菜花         |          |
| イギリス | 戦艦   | フッド                  | 井上紗綾        | 大倉菜花         |          |
| イギリス | 空母   | アーク・ロイヤル        | 渕上舞          | 喜多村英梨       |          |
| イギリス | 空母   | イラストリアス          | 山内麻美        | 小林紗矢香       |          |
| イギリス | 空母   | フューリアス            | 高岸美里亜      | 折原優衣         |          |
| イギリス | 巡洋艦 | エイジャックス          | 弥月            | 真鍋美紀         |          |
| イギリス | 巡洋艦 | シェフィールド          | あさやまちさ    | 佐藤亜美         |          |
| イギリス | 巡洋艦 | ロンドン                | 渕上舞          | 衣斗つむぐ       |          |
| イギリス | 駆逐艦 | シェークスピア          | 川部有紀        | 真鍋美紀         |          |
| イギリス | 駆逐艦 | トライバル              | 新井ともみ      | 小島愛衣         |          |
| ドイツ   | 戦艦   | ティルピッツ            | 高橋李依        | 譲亜衣           |          |
| ドイツ   | 戦艦   | ビスマルク              | 高橋李依        | 井澤詩織         |          |
| ドイツ   | 空母   | グラーフ・ツェッペリン  | 蒼木鞠子        | 佐藤亜美         |          |
| ドイツ   | 巡洋艦 | ケルン                  | 土方蓮奈        | 蛍翔             |          |
| ドイツ   | 巡洋艦 | プリンツ・オイゲン      | 高橋李依        | 氷上恭子         |          |
| ドイツ   | 駆逐艦 | Z-1                     | 北村史佳        | 大倉菜花         |          |
| ドイツ   | 駆逐艦 | Z-43                    | 小倉唯          | 衣斗つむぐ       |          |
| ドイツ   | 潜水艦 | U-81                    | 高橋李依        | 言ノ葉紡         |          |
| ドイツ   | 潜水艦 | U-552                   | 小倉唯          | 佐藤亜美         |          |
| ドイツ   | 潜水艦 | U-995                   | 竹野谷実穂      | 藤崎真白         |          |
| フランス | 戦艦   | リシュリュー            | 渕上舞          | 矢吹高音         |          |
| フランス | 戦艦   | ダンケルク              | 紫苑雪          | 蛍翔             |          |
| フランス | 巡洋艦 | ジャンヌ・ダルク        | 川合麻璃        | 藤崎真白         | 新兵部隊 |
| フランス | 駆逐艦 | ル・ファンタスク        | 加隈亜衣        | 岩村琴美         |          |
| フランス | 潜水艦 | シュルクーフ            | 上坂すみれ      | Saori            |          |
| イタリア | 戦艦   | ヴィットリオ・ヴェネト  | 兒林美沙紀      | 岩村琴美         |          |
| イタリア | 空母   | アクィラ                | 青島彩          | 奥野友美         |          |
| イタリア | 巡洋艦 | ザラ                    | 加隈亜衣        | 香坂まゆ         |          |
| イタリア | 駆逐艦 | ランチエーレ            | 中野さいま      | 折原優衣         |          |
| ソ連     | 巡洋艦 | クラスヌイ・カフカース  | 坂本彩香        | 岩村琴美         |          |
| ソ連     | 駆逐艦 | グレミャーシチイ        | 高橋李依        | 蛍翔             |          |
| ソ連     | 潜水艦 | C-13                    | 岩波祐希        | 広瀬小夜         |          |
| ソ連     | 潜水艦 | M-172                   | 詩月かりん      | 香坂まゆ         |          |
| その他   | 駆逐艦 | 李舜臣（ミリネ）※       | －              | 矢吹高音         |          |
| その他   | 潜水艦 | ローズ（春香）          | 矢木いちは      | 大倉菜花         |          |
| その他   | 空母   | リンリン（001A）        | 成田さやか      | 蛍翔             |          |
| その他   | 駆逐艦 | 漢陽                    | 富山千帆        | 蛍翔             |          |
| その他   | 駆逐艦 | 洛陽                    | 渕上舞          | 香坂まゆ         |          |
| その他   | 駆逐艦 | アンナ（九尾狐）        | 加隈亜衣        | 小林紗矢香       |          |
| KOF      | 巡洋艦 | 不知火舞                | 小清水亜美      | －               |          |
| KOF      | 駆逐艦 | 麻宮アテナ              | 池澤春菜        | －               |          |

## 主題歌
日本語歌詞のオリジナル主題歌が作成されており、韓国版以外のバージョンにおいてタイトル画面で共通使用されている。
「請命令! 提督SAMA」官方主題曲『微灰色の瞭望』
作詞：谷繁先森 / 作曲：閆東煒 / 歌唱：池年